# Joel (personaggio)
(Joel Miller, The Last of Us)
Joel Miller è un personaggio immaginario che appare nei videogiochi The Last of Us e The Last of Us Parte II, ideato da Neil Druckmann di Naughty Dog.
Il personaggio è doppiato da Troy Baker in lingua originale e da Lorenzo Scattorin in italiano; nella serie televisiva di HBO è interpretato da Pedro Pascal.

## Biografia
Joel è un padre single che vive con sua figlia Sarah ad Austin, in Texas. Per vivere crea appalti nel mondo delle costruzioni insieme al fratello minore Tommy. 
Nel 2013, quando una grave quanto spaventosa e pericolosa epidemia propagatasi dal fungo Cordyceps, che rende le persone estremamente aggressive e cannibali, colpisce gli Stati Uniti d'America, fa irruzione in casa di Joel il suo vicino Jimmie Cooper, infettato dal fungo; Joel è costretto ad ucciderlo. La città è in preda all'isteria scatenata dall'epidemia, che avanza molto rapidamente, gli infetti creano scompiglio e devastazione, e Joel decide di fuggire con Sarah e Tommy. Avendo appreso che l'esercito ha pensato di imporre la legge marziale, cerca di portare la figlia fuori da Austin ma viene intercettato da un soldato che gli spara e che ferisce Sarah a morte. Joel tiene in braccio la figlia morente mentre Tommy assiste alla scena.
20 anni dopo, nel 2033, il mondo è ormai decaduto, nei pochi luoghi dove vivono le persone non infette vige la legge marziale, mentre all'esterno dilaga la spora infettiva. Joel, segnato profondamente dalla morte di Sarah, conduce una vita da contrabbandiere: è diventato un uomo cinico, violento, freddo e privo di scrupoli, capace di portare a termine ogni impresa pur di ricavare una ricompensa in denaro.
Quando Marlene, capo delle Luci, un corpo militare dedito a cercare una cura alla pandemia e duramente perseguitato dall'Esercito statunitense, chiede a Joel e alla sua collega ed amica Tess, di scortare una quattordicenne di nome Ellie fino al Palazzo del Governo, Joel accetta, ma quando nota i cadaveri degli uomini di Marlene uccisi dai militari, Tess gli chiede di portare Ellie da Tommy.
Ellie si rivela infatti essere l'unico essere umano immune alla spora del Cordyceps e Joel, seppur riluttante, accetta di portarla in salvo mentre Tess si sacrifica contro un gruppo di militari per dare il tempo ai due di scappare dal palazzo. La coppia arriva alla città dove vive Bill, una vecchia conoscenza di Joel che gli deve dei favori, allo scopo di procurarsi un'auto per attraversare Pittsburgh per raggiungere Jackson, dove Tommy è andato ad abitare.
La strada si rivela pericolosa e difficoltosa, ma Joel ed Ellie riescono a raggiungere la centrale idroelettrica dove vive Tommy con la moglie ed i suoi uomini. Joel chiede di scortare Ellie fino alla base delle Luci, dove i medici di Marlene vogliono creare un vaccino che salverà l'umanità dall'infezione.
Tuttavia, l'uomo, affezionatosi alla ragazza, preferisce ripensarci e partire da solo, affrontando l'inverno e dei cacciatori cannibali radunati in tribù comandate da David, il loro spietato capo. Dopo che Ellie uccide David col suo machete, Joel raggiunge Salt Lake City con Ellie, dove affrontano un'orda di infetti brutali e privi di umanità.
Successivamente, Joel ed Ellie vengono catturati da un'unità delle Luci e scortati alla loro base, il Saint Mary's Hospital. Nell'ospedale, Marlene comunica a Joel che Ellie è già stata sedata e pronta per l'intervento nella speranza di estrapolare il Cordyceps mutato dal suo cervello e creare un vaccino con esso, non nascondendogli che la rimozione della porzione di cervello intatta avrebbe portato inevitabilmente alla morte della ragazza. Joel, disperatamente affezionatosi a Ellie e deciso a non lasciarla morire, attraversa l'intera struttura uccidendone i soldati per raggiungere la sala operatoria, dove trova il chirurgo pronto a intervenire. Joel uccide il medico e e porta via Ellie tenendola in braccio ancora sedata. Giunti nel parcheggio dell'ospedale viene bloccato da Marlene, che viene uccisa da Joel per evitare che possano essere seguiti. Dopodiché ruba un veicolo dal parcheggio e si dirige verso Jackson.
Ellie si risveglia durante il viaggio e Joel le racconta che le Luci hanno scoperto che esistono "decine di persone immuni" e che ormai hanno smesso di cercare una cura, mentendole per non farla sentire in colpa e nascondere la vera ragione del suo atto. Fuori dall'insediamento di Tommy, Ellie chiede a Joel di giurarle che tutto ciò che le ha raccontato è vero. Senza alcuna esitazione, l'uomo risponde con "lo giuro", convinto che l'amore paterno prevalga su ogni speranza di salvezza dell'umanità.
Durante una pattuglia, Joel confessa a Tommy di aver impedito alle Luci di effettuare l'intervento che avrebbe portato alla morte di Ellie. 
Quattro anni dopo, Joel ed Ellie si sono ormai stabiliti a Jackson, sebbene si siano lentamente allontanati l'uno dall'altra per condurre le proprie vite. Nell'inverno del 2038, mentre sono di pattuglia, Joel e Tommy salvano una donna sconosciuta di nome Abby Anderson da un'orda di infetti. I tre si rifugiano in un avamposto del gruppo di Abby, ex membri delle Luci ora parte della milizia chiamata Washington Liberation Front (WLF), la quale ha sede a Seattle. Essi imprigionano i due, poiché Abby si scoprirà più avanti essere in cerca di vendetta nei confronti di Joel a causa dell'assassinio di suo padre, il chirurgo delle Luci che tentò di operare Ellie, che Joel uccise sgozzandolo con un bisturi. Nel frattempo, Ellie e la sua ragazza Dina sono anch'esse di pattuglia e dopo essere state avvertite dall'amico (ed ex-fidanzato di Dina) Jesse del mancato rientro dei fratelli Miller, si dirigono a cercare i due. Ellie riesce ad entrare nel rifugio del gruppo dei WLF ma dopo aver trovato Joel, che sta venendo massacrato da Abby con una mazza da golf, non riesce a salvarlo perché viene bloccata dalle persone presenti. Abby, dopo le ripetute percosse inflitte a Joel, alla fine gli dà il colpo di grazia davanti a Ellie, incapace di liberarsi e costretta a guardare mentre la sua figura paterna viene assassinata. 
Joel perde così la vita nell'inverno del 2038, a causa della vendetta personale di Abby. Tommy ed Ellie vengono risparmiati e si risvegliano dopo l'arrivo di Dina e Jesse. Adirata per l'accaduto, Ellie giura vendetta nei confronti del gruppo ed intraprenderà un viaggio lungo e pericoloso che la condurrà a Seattle, luogo dove risiede Abby.

## Sviluppo
Durante la progettazione dell’aspetto fisico di Joel, la squadra ha cercato di renderlo “abbastanza flessibile” per permettergli di apparire sia come un “personaggio spietato nella metropolitana di una città in quarantena”, sia come una "figura di padre per Ellie”.
Durante la scrittura del personaggio di Joel, Druckmann, inizialmente, si ispira all’interpretazione di Josh Brolin - nei panni di Llewelyn Moss, nel film Non è un paese per vecchi (2007) - che lo ha definito "tranquillo e calmo anche sotto pressione”. In definitiva, la narrazione è diventata un’esplorazione di quanto un padre sia disposto a fare per salvare la propria figlia; inizialmente, Joel è disposto a sacrificare se stesso, prima di evolversi nel momento in cui è disposto a sacrificare i suoi amici, fino alla decisione di sacrificare tutta l’umanità per salvare Ellie.
Druckmann ha ritenuto che i giocatori, in particolare i genitori, sarebbero in grado di relazionarsi con il personaggio di Joel e il suo legame con Ellie. Druckmann è stato intrigato dai giocatori, che hanno messo in discussione la morale di Joel, distinguendolo come eroe o cattivo; Druckmann ha ritenuto che Joel fosse solo “una persona complessa che ha preso buone e cattive decisioni”, ma ha anche lasciato libera interpretazione ai giocatori.